# 대한민국의 감사원 사무차장
감사원 사무차장(監査院 事務次長)은 총장을 보좌하는 직위로, 고위감사공무원단에 속하는 별정직공무원으로 보한다.

## 임명
- 감사원 사무차장은 감사위원회의의 의결을 거쳐 원장의 제청으로 대통령이 임면한다.

## 역할
- 감사원 사무차장은 사무총장을 보좌하고 사무총장이 사고로 인하여 직무를 수행할 수 없을 때에는 그 직무를 대행한다.

## 역대 차장

### 감사원 사무차장
| 정부        | 대수           | 이름                        | 임기                             | 비고 |
| ----------- | -------------- | --------------------------- | -------------------------------- | ---- |
| 제3공화국   | 초대           | 윤태환(尹泰煥)              | 1963년 3월 21일~1964년 3월 2일   |      |
| 제3공화국   | 2대            | 이정삼(李廷三)              | 1964년 3월 2일~1967년 1월 1일    |      |
| 제3공화국   | 3대            | 김사도(金士道)              | 1967년 1월 1일~1967년 5월 12일   |      |
| 제3공화국   | 4대            | 이성훈(李成薰)              | 1967년 5월 12일~1971년 8월 20일  |      |
| 제3공화국   | 5대            | 박재헌(朴宰憲)              | 1971년 8월 20일~1975년 8월 16일  |      |
| 제4공화국   | 5대            | 박재헌(朴宰憲)              | 1971년 8월 20일~1975년 8월 16일  |      |
| 6대         | 김상철(金相哲) | 1975년 8월 30일~1979년 12월 |                                  |      |
| 7대         | 정동철(鄭東喆) | 1979년 12월~1981년 4월 8일  |                                  |      |
| 제5공화국   | 8대            | 홍두표(洪斗杓)              | 1981년 4월 23일~1983년 12월 12일 |      |
| 제5공화국   | 9대            | 홍의식(洪義植)              | 1984년 1월~1986년 8월 12일       |      |
| 제5공화국   | 10대           | 이준영(李峻榮)              | 1986년~1988년 4월 4일            |      |
| 노태우 정부 | 11대           | 임두순(任斗淳)              | 1988년 4월 4일~1988년 12월 17일  |      |
| 노태우 정부 | 12대           | 김교문(金敎文)              | 1988년 12월 17일~1989년 4월 21일 |      |
| 노태우 정부 | 13대           | 남상현(南相鉉)              | 1989년 4월 21일~1990년 4월 3일   |      |
| 노태우 정부 | 14대           | 김문환(金文煥)              | 1990년 4월 3일~1991년 12월 11일  |      |
| 노태우 정부 | 15대           | 박양호(朴陽豪)              | 1991년 12월 11일~1992년 4월 1일  |      |
| 노태우 정부 | 16대           | 최세관(崔世寬)              | 1992년 4월 1일~1993년 3월 4일    |      |
| 김영삼 정부 | 17대           | 신동진(申東振)              | 1993년 3월 6일~1993년 12월 27일  |      |
| 김영삼 정부 | 18대           | 노우섭(盧宇燮)              | 1993년 12월 28일~1995년 2월 22일 |      |

### 감사원 제1사무차장
| 정부        | 대수           | 이름                              | 임기                              | 비고 |
| ----------- | -------------- | --------------------------------- | --------------------------------- | ---- |
| 김영삼 정부 | 19대           | 노우섭(盧宇燮)                    | 1995년 2월 22일~1995년 12월 17일  |      |
| 김영삼 정부 | 20대           | 주상석(朱尙錫)                    | 1995년 12월 22일~1996년 11월 16일 |      |
| 김영삼 정부 | 21대           | 안번일(安繁一)                    | 1996년 11월 16일~1997년 3월 3일   |      |
| 김영삼 정부 | 22대           | 신덕현(申德鉉)                    | 1997년 3월 7일~1998년 5월 9일     |      |
| 김대중 정부 | 23대           | 윤은중(尹銀重)                    | 1998년 6월 30일~1999년 10월 25일  |      |
| 김대중 정부 | 24대           | 정휘영(鄭輝泳)                    | 1999년 10월 25일~2001년 4월 12일  |      |
| 김대중 정부 | 25대           | 노옥섭(盧鈺燮)                    | 2001년 4월 12일~2001년 7월 17일   |      |
| 김대중 정부 | 26대           | 손승태(孫承泰)                    | 2001년 7월 17일~2003년 11월 11일  |      |
| 노무현 정부 | 26대           | 손승태(孫承泰)                    | 2001년 7월 17일~2003년 11월 11일  |      |
| 27대        | 노승대(盧承大) | 2003년 11월 24일~2004년 12월 22일 |                                   |      |
| 28대        | 박종구(朴宗九) | 2004년 12월 22일~2006년 3월 27일  |                                   |      |
| 29대        | 하복동(河福東) | 2006년 3월 27일~2007년 11월 14일  |                                   |      |
| 30대        | 조현명(趙顯明) | 2007년 12월 4일~2008년 3월 21일   |                                   |      |
| 이명박 정부 | 31대           | 성용락(成龍洛)                    | 2008년 3월 21일~2009년 1월 2일    |      |
| 이명박 정부 | 32대           | 유충흔(柳忠欣)                    | 2009년 1월 2일~2009년 7월 22일    |      |
| 이명박 정부 | 33대           | 정창영(鄭昌永)                    | 2009년 7월 22일~2009년 12월 16일  |      |
| 이명박 정부 | 34대           | 김병철(金炳撤)                    | 2009년 12월 16일~2011년 7월 22일  |      |
| 이명박 정부 | 35대           | 최재해(崔載海)                    | 2011년 7월 22일~2014년 1월 15일   |      |
| 박근혜 정부 | 35대           | 최재해(崔載海)                    | 2011년 7월 22일~2014년 1월 15일   |      |
| 36대        | 왕정홍(王淨弘) | 2014년 2월 18일~2015년 12월 16일  |                                   |      |
| 37대        | 강경원(姜慶元) | 2015년 12월 17일~2017년 8월 9일   |                                   |      |
| 37대        | 강경원(姜慶元) | 2015년 12월 17일~2017년 8월 9일   | 문재인 정부                       |      |
| 38대        | 이익형(離翼兄) | 2017년 8월 10일~2018년 4월 12일   |                                   |      |
| 39대        | 박찬석         | 2018년 4월 24일~2019년 6월 6일    |                                   |      |
| 40대        | 유희상         | 2019년 6월 6일~2019년 11월 16일   |                                   |      |
| 41대        | 최성호         | 2019년 11월 30일~2020년 11월 10일 |                                   |      |
| 42대        | 전광춘         | 2020년 12월 4일~2021년 8월 24일   |                                   |      |
| 43대        | 김명운         | 2022년 1월 25일~2022년 7월 25일   |                                   |      |
| 윤석열 정부 | 44대           | 김경호(金慶浩)                    | 2022년 7월 25일~2023년 6월 18일   |      |
| 윤석열 정부 | 45대           | 최달영(崔達永)                    | 2023년 6월 19일~2024년 2월 17일   |      |
| 윤석열 정부 | 46대           | 현완교(玄完敎)                    | 2024년 3월 29일 ~                 |      |

### 감사원 제2사무차장
| 정부        | 대수           | 이름                              | 임기                             | 비고 |
| ----------- | -------------- | --------------------------------- | -------------------------------- | ---- |
| 김영삼 정부 | 19대           | 백승우(白承宇)                    | 1995년 2월 22일~1995년 7월 8일   |      |
| 김영삼 정부 | 20대           | 김순태(金焞泰)                    | 1995년 7월 22일~1996년 5월 1일   |      |
| 김영삼 정부 | 21대           | 안번일(安繁一)                    | 1996년 5월 1일~1996년 11월 16일  |      |
| 김영삼 정부 | 22대           | 신덕현(申德現)                    | 1996년 11월 16일~1997년 3월 7일  |      |
| 김영삼 정부 | 23대           | 윤은중(尹銀重)                    | 1997년 3월 7일~1998년 6월 30일   |      |
| 김대중 정부 | 24대           | 황병기(黃炳基)                    | 1998년 6월 30일~1999년 10월 25일 |      |
| 김대중 정부 | 25대           | 박준(朴埈)                        | 1999년 12월 17일~2001년 5월 14일 |      |
| 김대중 정부 | 26대           | 손방길(孫邦吉)                    | 2001년 5월 14일~2002년 3월 26일  |      |
| 김대중 정부 | 27대           | 박형채(朴炯埰)                    | 2002년 3월 26일~2003년 11월 11일 |      |
| 노무현 정부 | 27대           | 박형채(朴炯埰)                    | 2002년 3월 26일~2003년 11월 11일 |      |
| 28대        | 최영진(崔榮進) | 2003년 11월 24일~2004년 6월 15일  |                                  |      |
| 29대        | 정낙균(鄭樂鈞) | 2004년 6월 15일~2006년 7월 18일   |                                  |      |
| 30대        | 임종빈(任鍾彬) | 2006년 7월 18일~2006년 10월 27일  |                                  |      |
| 31대        | 김흥걸(金興傑) | 2006년 12월 28일~2007년 11월 23일 |                                  |      |
| 32대        | 남일호(南一浩) | 2007년 12월 4일~2008년 3월 7일    |                                  |      |
| 이명박 정부 | 33대           | 유충흔(柳忠欣)                    | 2008년 3월 21일~2009년 1월 2일   |      |
| 이명박 정부 | 34대           | 정창영(鄭昌永)                    | 2009년 1월 2일~2009년 7월 22일   |      |
| 이명박 정부 | 35대           | 김병철(金炳撤)                    | 2009년 7월 22일~2009년 12월 16일 |      |
| 이명박 정부 | 36대           | 문태곤(文泰坤)                    | 2009년 12월 16일~2010년 4월 8일  |      |
| 이명박 정부 | 37대           | 박수원(朴壽源)                    | 2010년 4월 8일~2010년 7월 8일    |      |
| 이명박 정부 | 38대           | 김용우(金勇佑)                    | 2010년 7월 26일~2011년 3월 24일  |      |
| 이명박 정부 | 39대           | 홍정기(洪正基)                    | 2011년 4월 4일~2011년 7월 21일   |      |
| 이명박 정부 | 40대           | 김정하(金貞河)                    | 2011년 7월 21일~2012년 11월 7일  |      |
| 이명박 정부 | 41대           | 김영호(金英豪)                    | 2012년 11월 28일~2013년 4월 22일 |      |
| 박근혜 정부 | 42대           | 정길영(鄭吉永)                    | 2013년 5월 13일~2015년 12월 16일 |      |
| 박근혜 정부 | 43대           | 신민철(宸旻哲)                    | 2015년 12월 17일~2017년 8월 9일  |      |
| 문재인 정부 | 43대           | 신민철(宸旻哲)                    | 2015년 12월 17일~2017년 8월 9일  |      |
| 43대        | 손창동(孫彰東) | 2017년 8월 10일~2018년 3월 7일    |                                  |      |
| 44대        | 유희상         | 2018년 3월 29일~2019년 6월        |                                  |      |
| 제46대      | 최성호         | 2019년 6월 6일~2019년 11월 29일   |                                  |      |
| 46대        | 전광춘         | 2019년 11월 30일~2020년 12월      |                                  |      |
| 47대        | 김명운         | 2020년 12월 4일~2022년 1월 24일   |                                  |      |
| 48대        | 이남구         | 2022년 1월 25일~2022년 4월 17일   |                                  |      |
| 윤석열 정부 | 49대           | 현완교(玄完敎)                    | 2022년 7월 25일~2024년 3월 28일  |      |
| 윤석열 정부 | 50대           | 김영관                            | 2024년 3월 29일~                 |      |

## 같이 보기
- 감사원
- 감사원장
- 감사위원
- 감사원 사무총장